# Христос

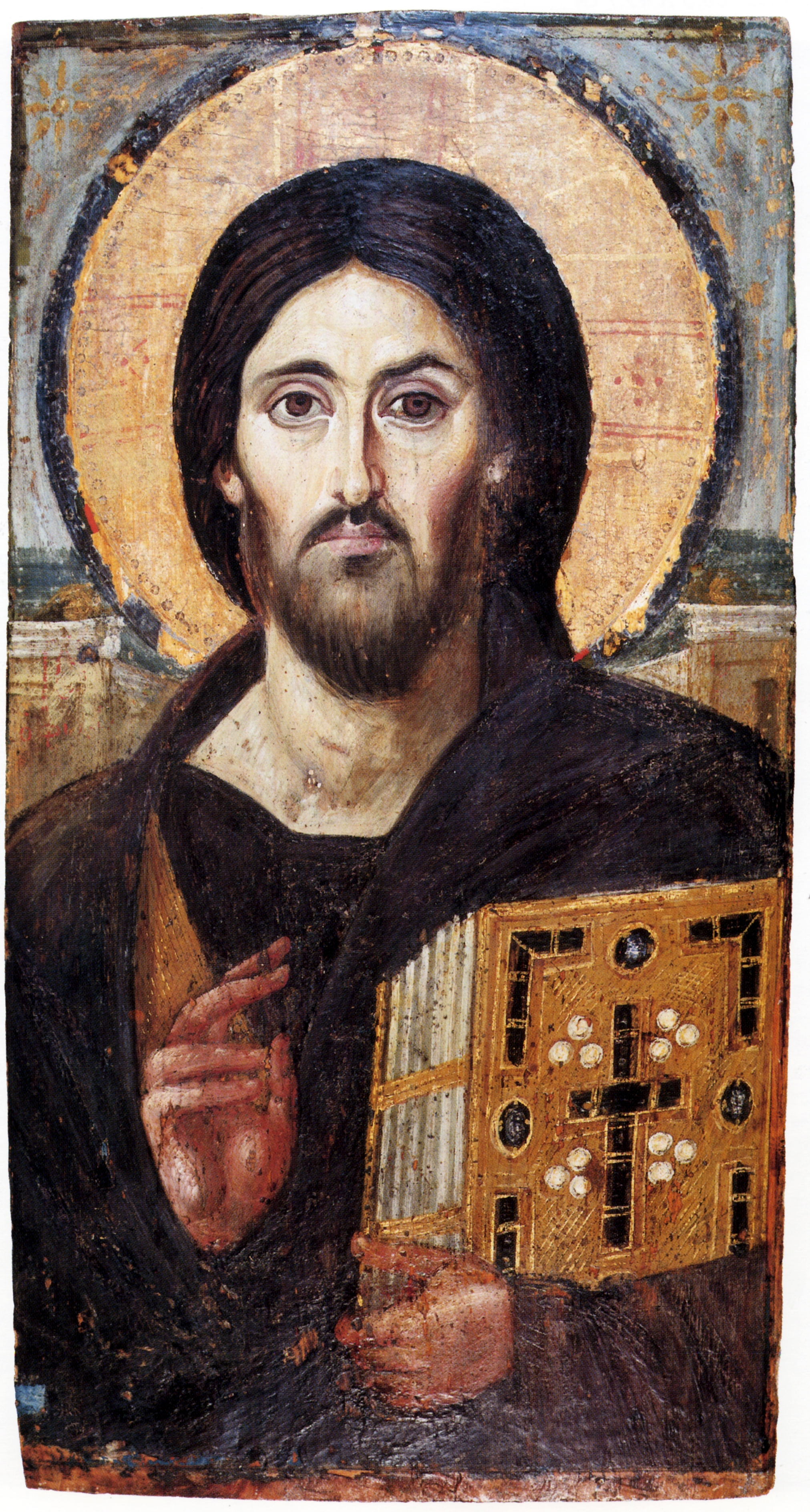
Найстаріша відома ікона Спаса Вседержителя — Монастир Святої Катерини.

Христос (від дав.-гр. Χριστός) — букв. «Помазанець». Це переклад єврейського слова מָשִׁיחַ (Машиах). У сучасному використанні термін зазвичай стосується Ісуса Христа. «Ісус Христос» означає «Ісус Помазанець».
Слово вживається як епітет, що позначає причетність до Святого Духа внаслідок помазання єлеєм. У Старому Завіті помазаниками називалися царі, пророки та первосвященики після прийняття ними посади та подальшого помазання як свідоцтва особливого обдарування та обраності (Ісайя 45; 2 Цар. 14). Такі обранці, за твердженням Г. Дьяченко, називалися христами. Пізніше в традиційному юдаїзмі термін «Христос» (або «Месія») застосовується лише до очікованної людини, яка в майбутньому стане главою ізраїльського царства. Що ж до месіанського юдаїзму, то замість терміна «Христос» щодо Ісуса Христа частіше вживаються терміни «Месія» або «Машиах», щоб таким чином підкреслити свою несхожість на інші напрями християнства.
Послідовники Ісуса стали називатися християнами (див. книгу «Діяння Апостолів» 11:26), оскільки вважали, що Ісус є істинним Христом, передвіщеним у Старому Завіті. Називаючи його Ісусом Христом, вони мали на увазі, що саме цей конкретний Ісус є Месією, на відміну від інших єврейських пророків, що також уважали себе месіями.
З Апостольських часів Ісус не був прийнятий більшістю євреїв як їхній Месія. Всі християни очікують другого пришестя Ісуса Христа, коли, як вони вірять, він виконає решту пророцтв Старого та Нового Завіту про Помазанця.
Галузь християнського богослов'я, що вивчає особистість, життя, вчення та діяння Ісуса Христа, називається христологією.

## Етимологіята походження
У давньоруській та церковнослов'янській мові, як і в більшості європейських мов, слово «Христос» з'явилося з давньогрецької мови.
У Септуагінті (перекладі Танаха на давньогрецьку), записаній за два століття до народження Ісуса, слово «Христос» використано для перекладу єврейського слова «Машиах» на давньогрецьку, що означає «Помазаник». Слово «Христос» у класичному використанні в давньогрецькій мові могло означати «покритий маслом», або «помазаний», і тому є літературним перекладом слова «Машиах».
У сучасній українській мові при відмінюванні слова «Христос» ця форма зберігається лише в називному відмінку, а в непрямих відмінках -ос випадає, так само як і в давньогрецькій мові (де в слові Χριστός Χριστ- — основа і -ος — закінчення, яке й змінюється в непрямих відмінках):
| Відмінок           | Відмінювання слова «Христос» в українській мові | Відмінювання слова «Χριστος» у давньогрецькій мові |
| ------------------ | ----------------------------------------------- | -------------------------------------------------- |
| Називний відмінок  | Христос                                         | Χριστός                                            |
| Родовий відмінок   | Христа (а не Христоса)                          | Χριστοῦ                                            |
| Давальний відмінок | Христу (а не Христосу)                          | Χριστῷ                                             |
| Знахідний відмінок | Христа (а не Христоса)                          | Χριστόν                                            |
| Орудний відмінок   | Христом (а не Христосом)                        | —                                                  |
| Кличний відмінок   | Христе (а не Христосе)                          | Χριστέ                                             |

Це ж стосується словотворення:
- «антихрист», а не «антихристос»;
- «християнство», а не «христосіянство»;
- «християнин», а не «хрістосіанін»;
- «Христові», а не «Христосові».

Просторічні форми «нехристь», «розхристаний» у значенні неакуратний, недбалий, розтерзаний, неохайний, розпатланий. Але при цьому існує дієслівна форма «христосуватися».